# 鐵百合奈
鐵 百合奈（てつ ゆりな、1992年9月20日 - ）は、日本のクラシック音楽のピアニスト、音楽学者。

## 経歴
香川県高松市出身。4歳からピアノを始める。東京藝術大学音楽学部附属音楽高等学校を経て、2015年3月東京藝術大学音楽学部器楽科（専攻ピアノ）を卒業。在学中には、藝大モーニングコンサート、日韓交流演奏会、同声会新人演奏会等に出演。大学卒業の年の3月18日には、皇居東御苑内の音楽ホール「桃華楽堂」において毎年開催されている「音楽大学卒業生演奏会」にて御前演奏を行った。同年5月5日には優秀な音楽大学卒業生から選ばれる、第85回読売新人演奏会に出演。2018年3月、東京藝術大学大学院音楽研究科修士課程（器楽専攻ピアノ）を修了。2021年3月、東京藝術大学大学院博士後期課程音楽専攻（研究領域：鍵盤楽器）を修了、博士（音楽）。2020年～2023年、桐朋学園大学院大学専任講師。
ピアノを青柳晋ほか、黒田淑子、大山まゆみ、勝郁子、堀江真理子、杉本安子、菊地裕介、ジャック・ルヴィエ、イシュトヴァーン・ラントシュに、室内楽を松原勝也、伊藤恵、高木綾子、坂井千春に、ピアノデュオを角野裕、フォルテピアノを小倉貴久子に師事。これまでに、神奈川フィルハーモニー管弦楽団、藝大フィルハーモニア管弦楽団、東京シティ・フィルハーモニック管弦楽団、高松交響楽団、広島交響楽団、読売日本交響楽団、東京交響楽団などと共演。

## 受賞歴
- 2005年、第29回ピティナ・ピアノコンペティション E級 銀賞[5]
- 2006年、ショパン国際ピアノコンクール in Asia アジア大会 中学生部門 銅賞
- 2007年、第31回ピティナ・ピアノコンペティション F級 ベスト賞
- 2010年、第11回大阪国際音楽コンクール Age-H 第1位（兵庫県知事賞）[6][7]
- 2010年、第20回日本クラシック音楽コンクール高校の部 第1位[8][9]
- 2011年度、ヤマハ音楽振興会音楽支援奨学生
- 2011年、第35回ピティナ・ピアノコンペティション G級 銅賞[10]
- 2012年、第28回かながわ音楽コンクール シニアピアノ部門 第2位およびコンチェルト賞
- 2013年、第14回ローゼンストック国際ピアノコンクール 第1位[11][12]
- 2014年、よんでん文化振興財団奨学生[13]
- 2015年、第84回日本音楽コンクールピアノ部門 入選[14]
- 2015年、岩谷時子Foundation for Youth奨学生[15]
- 2015年、東京藝術大学からアカンサス音楽賞、藝大クラヴィーア賞、同声会賞
- 2017年、第86回日本音楽コンクールピアノ部門 第2位、岩谷賞(聴衆賞)、三宅賞[16][17]
- 2017年、柴田南雄音楽評論賞(本賞)[18][19][20][21][注釈 1]
- 2017年、香川県文化芸術新人賞[22]
- 2018年、宗次エンジェル基金／公益社団法人日本演奏連盟新進演奏家国内奨学生[23]
- 2018年、第4回高松国際ピアノコンクール審議員特別賞[24]
- 2018年、東京藝術大学大学院から大学院アカンサス音楽賞、藝大クラヴィーア賞
- 2018年、柴田南雄音楽評論賞(本賞)[25][26][注釈 2]

## ディスコグラフィー
- シューマン : ピアノソナタ第3番 - J.S.バッハ=ブラームス : 左手のためのシャコンヌ（fine NF、NF-29501、2019年4月20日発売）[27]
- シューマン : ピアノ・ソナタ 第2番、第1番（fine NF、NF-29502、2021年6月25日発売）
- ベートーヴェン : ピアノ・ソナタ全集 上巻（fine NF、NF-29503、2022年3月21日発売）
- ベートーヴェン : ピアノ・ソナタ全集 下巻（fine NF、NF-29508、2023年3月25日発売）